# ブラウニー
ブラウニー（英: brownie ）は、スコットランドや北部イングランドのフォークロアの、特に民間伝承に見られる、家の精霊の一種。ゴブリン（広義のゴブリン）の一種ともされる小妖精であり、しかし悪意がほとんど無く善意が目立つ家神 (household deity) の一種である。
「ブラウニー」はこの妖精のイングランドにおける代表的名称 "brownie" の日本語音写形で、イングランドでは brounie とも綴る。同じ妖精をスコットランド語（スコットランド低地語）では broonie（日本語音写例：ブルーニー）、urisk という。スコットランド・ゲール語では brùnaidh（日本語音写例：ブラナッハ）、brùinidh、gruagach、ùraisg などといい、ほかにも地方名は様々にある。

## 概要
ブラウニーの容姿で最も多く伝承されているのが、身長は1メートル弱で、茶色のボロをまとい、髪や髭は伸ばし放題というものである。この茶色（ブラウン）を基調とした容姿から、ブラウニー（茶色い奴）と呼ばれる。
ブラウニーは主に住み着いた家で、家人のいない間に家事を済ませたり家畜の世話をするなど、人間の手助けをすると言われる。人間はその礼として、食べ物などを部屋の片隅にさりげなく供えて応えるため、民間信仰的な様式を備えている。一方で天の邪鬼な気質もあり、整理整頓された美しい家は、家人のいない間に散らかしてみたりと、悪戯小僧的なキャラクター性も伝えられている。
ブラウニーへの礼は決してあからさまに付与してはならず、あくまでもさりげなく部屋の片隅など隠すように置いておき、ブラウニーに自発的に発見させなければならない。もしあからさまに与えてしまうと怒って家を出て行ってしまうとも言われる。
また、ブラウニーが住み込み先の家で働く目的は衣類を手に入れることであり、ブラウニーに対する礼として衣類を与えてしまうと、働かなくなり家を去ってしまうと言われる。
年を経るとブラウニーはクリスマスのサンタクロース伝説と合体し、サンタの弟子がブラウニーであり、年長のブラウニーがサンタクロースとなるという伝承もある。

## ビリー・ブラインド

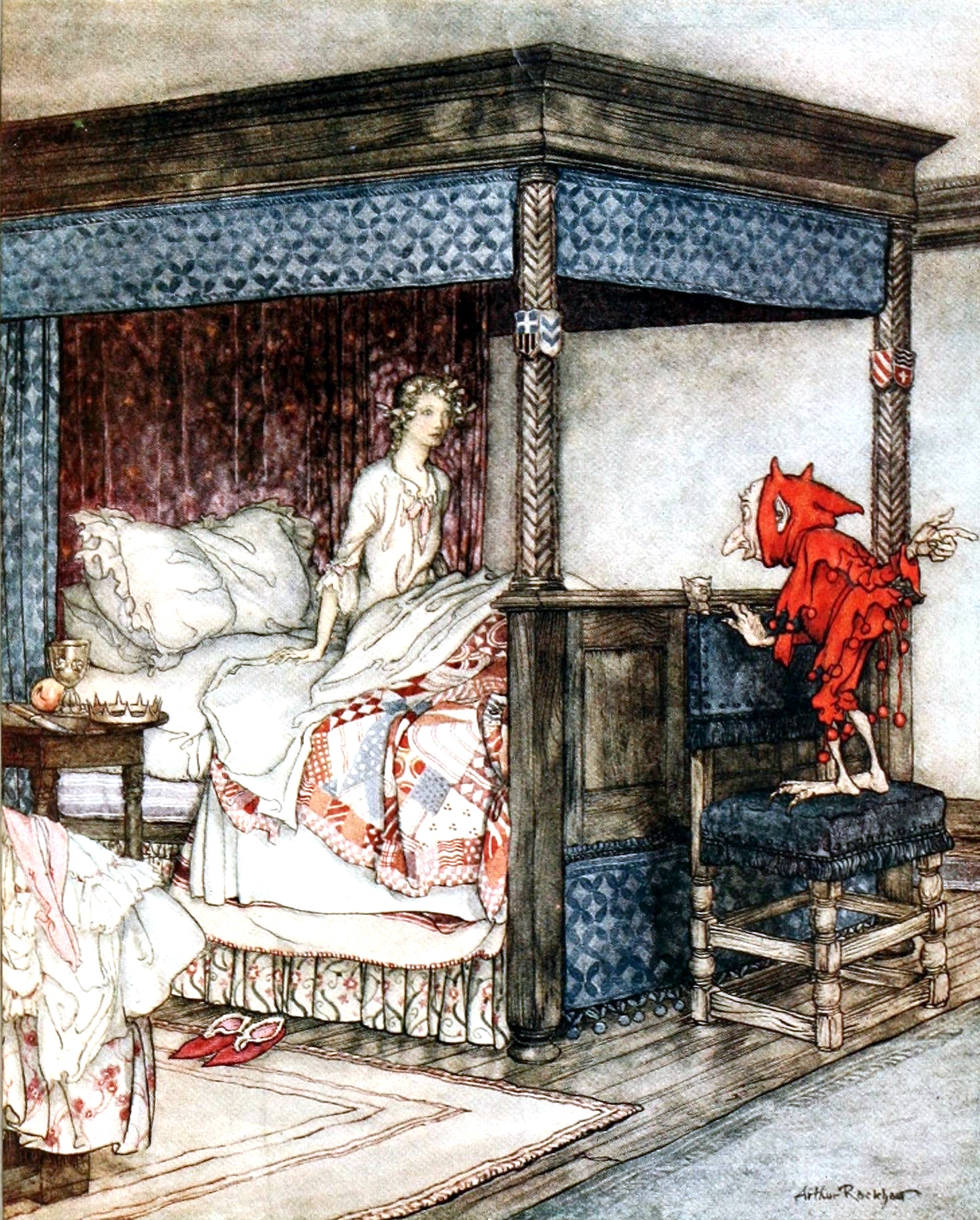
"O Waken, Waken, Burd Isbel " ／アーサー・ラッカムの手になる1919年発表の水彩画。

ビリー・ブラインド（英: Billy Blind）は、ブラウニーによく似た存在で、ときに亜種とも呼ばれる小妖精である。バラッドの一種であるチャイルドバラッド（イングランドとスコットランドに伝わる305の伝統的バラッド）の一つ『ヤング・ビーハン (Young Beichan) 』に、主要キャラクターとして登場する。右に示した挿絵では、赤い服を着たビリー・ブラインドが、寝室のベッドで眠っていたイスベルお嬢さんに「起きて起きて」と声を掛けている。

## 取り替え子
ヨーロッパには「取り替え子/取替子（とりかえこ）」と日本語訳されている伝承上の子供がいる。スウェーデン語で bortbyting (cf. sv)、ドイツ語で Wechselbalg（日本語音写例〈以下同様〉：ヴェクセルバルク。wikt:en）、英語で changeling（チェンジリング）または elf child（エルフチャイルド）、フランス語で changelin（シャングリン）または changeling（シャングリン）と呼ばれるものがそれで、日本語では英語名に由来する「チェンジリング」の名でも知られている。
これは、妖精の類いが人間の赤ちゃんをそっくりな替え玉の妖精の赤ちゃんと取り替えて妖精の世界へ連れ去ってしまうという伝承における、替え玉の妖精の赤ちゃんのことをいう。この取替子と取り替えられた人間の子は妖精の国で永遠の命を得て幸せに暮らすことができるが、替わりにやってきた取替子のほうは病弱で、ほどなくして死んでしまうといわれる。新生児の生存率が低かった時代において、「実は私達の子供は妖精の国で永遠に楽しく生き続けている」と子供を失った親が思うようにすることで心の救いを求めたというのが、物語が原点であると考えられている。妖精の類いということでは、ブラウニーもそれに含まれる。

## 関連作品
ブラウニーは多くの作品に登場している。伝承どおりの姿を描いた挿絵画家アーサー・ラッカムの水彩画はもちろん外せないが、それ以外にも、様々なクリエイターが、自らの世界観に合わせて多少なりとも改変した、あるいは原形が分からないほど改変したブラウニーをキャラクターとして描写している。
- ザ・ブラウニーズ (The Brownies) ・シリーズ

カナダのイラストレーターで作家のパーマー・コックスが描く、カートゥーン化したブラウニー達を主人公とした漫画のシリーズもの。コミック・ストリップの特徴もある。初出は1887年にニューヨークで刊行された本 "The Brownies, Their Book " ()。■右に画像あり。
- なお、ブローニー（英: Brownie）は、コダックが1900年から製造販売し始めたカメラのブランドで、妖精のブラウニーにちなんだ命名であるが、コックスが描く小人のキャラクターとしての「ブラウニー」をコマーシャルモデルに採用して商品展開していた (cf. )。「ブラウニー」と「ブローニー」は日本語音写形の表記揺れに過ぎず、しかし元の英語では、小文字で始まる普通名詞か、大文字で始まる固有名詞かという違いがある（妖精のブラウニーは小文字始まり）。なお日本で120フィルムなどをブローニーと呼ぶのはここから来ているが、国際的には通用しない和製英語である。

- アーサー・ラッカム
  - ブラウニーの挿絵 - 1910年発表の水彩画。■右最上段に表示している。
  - ビリー・ブラインドの挿絵 - 『ヤング・ビーハン（英語版） (Young Beichan) 』（1919年刊行）に掲載する挿絵として描いた水彩画。■右側に表示している。